# Kowróz
Kowróz est un village polonais situé en Couïavie-Poméranie, dans le gmina (commune) de Łysomice.